# Kolchoz

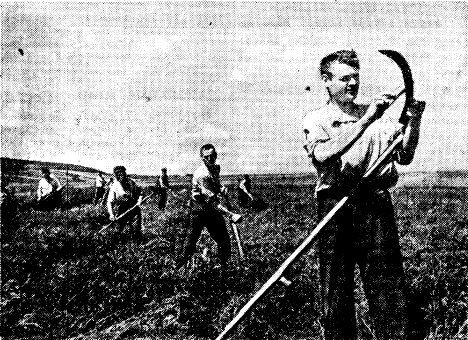
Lavoro collettivo in un kolchoz, in una foto del 1941

Kolchoz (in russo колхоз? , plur. kolchozy, talvolta italianizzato in colcos) è l'abbreviazione di kollektivnoe chozjajstvo (in russo коллективное хозяйство?), che significa "proprietà agricola collettiva" .

## Storia
Nell'Unione Sovietica vi erano cooperative agricole nelle quali i contadini lavoravano collettivamente la terra, condividendo anche strumenti e macchinari agricoli. Furono costituite inizialmente già dal 1918, sostituendo gli artel', ma fu in seguito alla collettivizzazione avvenuta nel 1927 che vennero ufficialmente istituite. A partire dal 1929 la partecipazione ad un kolchoz o ad un sovchoz fu resa obbligatoria da parte delle autorità sovietiche. In quell'anno si verificò l'ingresso nei kolchoz non più di singoli contadini, ma di villaggi e, a volte, di interi circondari. Questo significava l'adesione dei contadini medi alle cooperative agricole di produzione. Nelle intenzioni i kolchoz avrebbero dovuto essere dedicati all'agricoltura intensiva e i sovchoz a quella estensiva.
I contadini del kolchoz erano chiamati kolchoznik (колхозник) o kolchoznica (колхозница) al femminile. I kolchozniki erano pagati in parte dalla produzione del kolchoz e dai profitti fatti dal kolchoz, proporzionalmente al numero di ore di lavoro; essi avevano inoltre a disposizione un appezzamento di terra ad uso privato (nell'ordine dei 4000 m²) e un po' di bestiame. I prodotti potevano essere venduti nei mercati statali e avevano generalmente prezzi più alti in ragione della migliore qualità.
Circa il 20% dei prodotti consumati nell'Unione Sovietica negli anni settanta provenivano da questi piccoli appezzamenti, che rappresentavano appena il 3% della terra coltivata. Questi vantaggi in natura rendevano il kolchoz molto più attraente ai sovietici rispetto al sovchoz, nel quale i sovchozniki erano salariati.
Il kolchoz divenne il perno della collettivizzazione agricola nell'Unione Sovietica. Lo Stato acquistava i prodotti a prezzi inferiori a quelli di mercato. In seguito alla destalinizzazione, molti kolchoz si trasformarono in sovchoz, al fine di migliorare la pianificazione agricola, cosicché dall'84% dell'area seminativa che occupavano nel 1950, nel 1970 essi non raggiungevano nemmeno la metà della superficie coltivata (48%). A partire dal 1992 in seguito alla dissoluzione dell'Unione Sovietica, i kolchoz sono stati privatizzati.